# Farnham
Farnham es una localidad de 38.000 habitantes en Surrey, Inglaterra.

## Comunicaciones
La estación de tren tiene buenos enlaces con Londres.
La carretera A31 une la ciudad con Winchester, Alton y Guildford, y la A325 conecta la ciudad en Greatham con la A3 (Londres-Portsmouth).
La ciudad está situada a 67 km al suroeste de Londres en el extremo oeste de Surrey, junto al inicio del condado de Hampshire. A 17 km al este se encuentra Guildford, Aldershot dista 7 km al norte y Winchester 45 km al oeste. Está hermanada con la ciudad alemana de Andernach.
El centro de la ciudad se encuentra a 80 metros sobre el nivel del mar, mientras que en la parte norte y sur de la ciudad la altitud se incrementa hasta los 120 m. Crooksbury Hill al este de la ciudad está a una altitud de 162 m. La ciudad se encuentra en la "North Downs".

## Arquitectura
La ciudad es de interés histórico, con muchos y casas antiguas de arquitectura georgiana del siglo XVIII. El castillo de Farnham queda por encima de la ciudad, el castillo está abierto al público y se encuentra al cuidado del "English Heritage".
Henry de Blois obispo de Winchester (nieto de Guillermo el conquistador, y hermano del rey Esteban de Inglaterra) comenzó a construir el castillo, situado a medio camino entre Winchester y Londres, para proporcionarse alojamiento en los frecuentes viajes que hacia desde su sede catedralicia hasta la capital.
La guarnición del castillo ofrecía un mercado para las explotaciones agrícolas y las pequeñas industrias en la ciudad, lo que aceleró su crecimiento.